# Ultraleichtfluggelände Wasentegernbach

i7
i11
i13

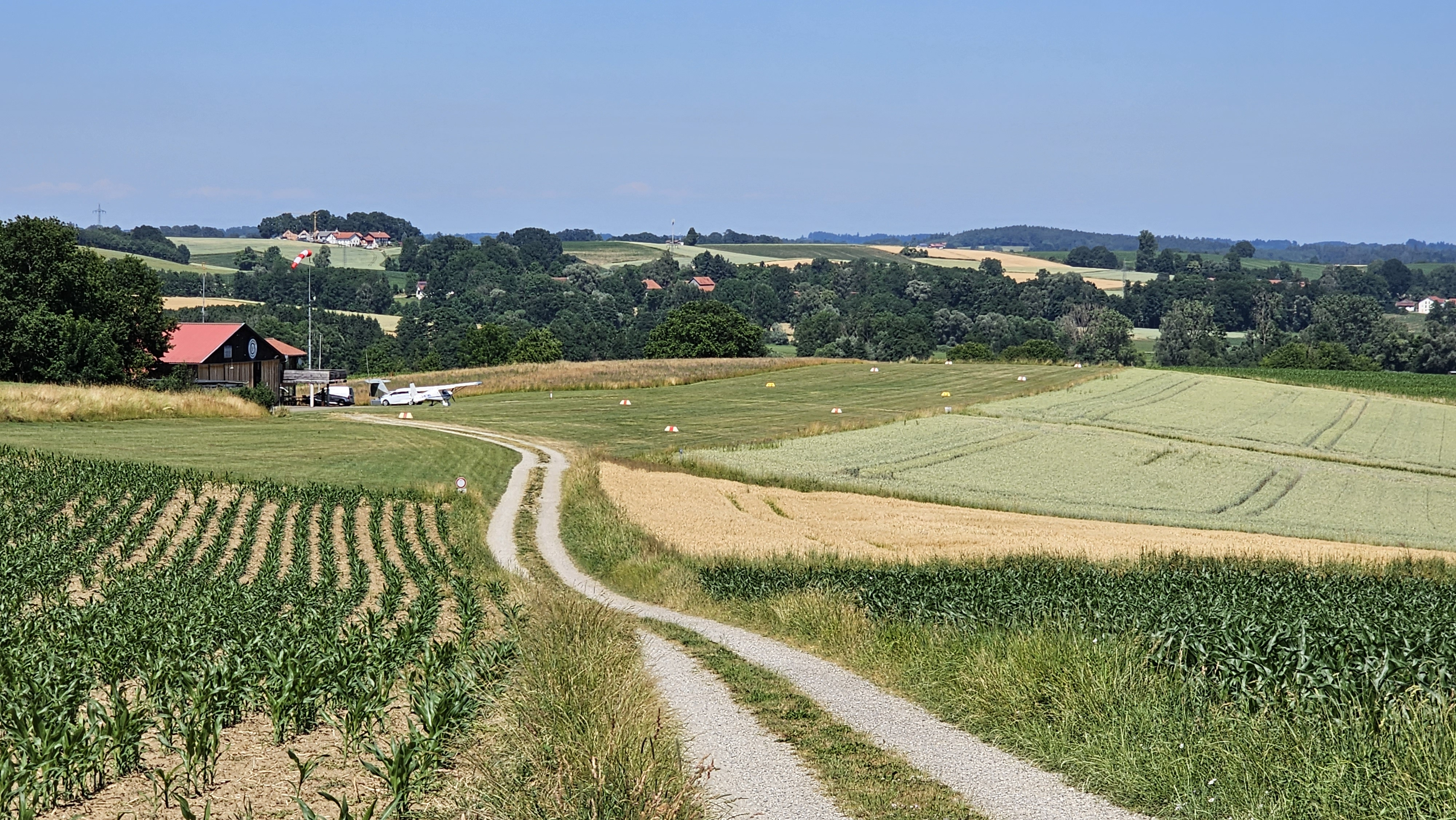
Das Ultraleichtfluggelände Wasentegernbach von Südwesten gesehen

Das Ultraleichtfluggelände Wasentegernbach ist ein Ultraleichtfluggelände im Gebiet des Ortsteils Wasentegernbach der Stadt Dorfen im Landkreis Erding in Bayern. Der Platzhalter und Betreiber ist der Fliegerclub Wasentegernbach e. V.

## Lage
Das Ultraleichtfluggelände liegt etwa 5 km östlich von Dorfen am südöstlichen Ortsrand von Wasentegernbach.

## Flugbetrieb
Das Ultraleichtfluggelände besitzt eine Betriebsgenehmigung für Ultraleichtflugzeuge. Es ist mit einer 280 m langen und 20 m breiten Start- und Landebahn aus Gras (Richtung 06/24) ausgestattet. Nicht am Platz ansässige Piloten benötigen eine Genehmigung des Platzhalters, um in Wasentegernbach starten und landen zu dürfen (PPR). Der Fliegerclub Wasentegernbach e. V. veranstaltet jährlich an jedem zweiten Wochenende im Juli ein Flugplatzfest.